# 睦美村
睦美村（むつみむら）は、愛知県宝飯郡にかつてあった村。
現在の豊川市の一部（三谷原町・当古町・土筒町・牧野町・瀬木町など）に該当する。

## 歴史
- 1873年（明治6年） - 石原村、雨谷村、三橋村が合併し、三谷原村となる。
- 1889年（明治22年）10月1日 - 当古村、牧野村、三谷原村、土筒村、瀬木村が合併し、睦美村が発足。
- 1906年（明治39年）7月1日 -
  - 睦美村の一部（瀬木）は、牛久保町、明子村と合併し、牛久保町が発足。
  - 睦美村の残部は、豊川町、麻生田村と合併し、豊川町が発足。同日睦美村は廃止。